# Кошарсько
Кошарсько (пол. Koszarsko) — село в Польщі, у гміні Жулкевка Красноставського повіту Люблінського воєводства.
Населення — 192 особи (2011).
У 1975-1998 роках село належало до Замойського воєводства.

## Демографія
Демографічна структура станом на 31 березня 2011 року:
|          | Загалом | Допрацездатний вік | Працездатний вік | Постпрацездатний вік |
| -------- | ------- | ------------------ | ---------------- | -------------------- |
| Чоловіки | 94      | 20                 | 61               | 13                   |
| Жінки    | 98      | 17                 | 52               | 29                   |
| Разом    | 192     | 37                 | 113              | 42                   |